# Gäddtjärnen (Bjuråkers socken, Hälsingland)
Gäddtjärnen är en sjö i Hudiksvalls kommun i Hälsingland och ingår i Delångersåns huvudavrinningsområde. Sjön är 5,3 meter djup, har en yta på 0,0634 kvadratkilometer och är belägen 357 meter över havet. Sjön avvattnas av vattendraget Styggsjöbäcken.

## Delavrinningsområde
Gäddtjärnen ingår i det delavrinningsområde (689141-152498) som SMHI kallar för Inloppet i Stensjön. Medelhöjden är 357 meter över havet och ytan är 1,25 kvadratkilometer. Det finns inga avrinningsområden uppströms utan avrinningsområdet är högsta punkten. Styggsjöbäcken som avvattnar avrinningsområdet har biflödesordning 2, vilket innebär att vattnet flödar genom totalt 2 vattendrag innan det når havet efter 107 kilometer. Avrinningsområdet består mestadels av skog (95 procent). Avrinningsområdet har 0,06 kvadratkilometer vattenytor vilket ger det en sjöprocent på 5 procent.